# Spirit: el corcel indomable
Spirit: El corcel indomable (en inglés: Spirit: Stallion of the Cimarron) es una película de animación tradicional 2D y 3D de 2002 dirigida por Kelly Asbury y Lorna Cook, producida por DreamWorks Animation y distribuida por DreamWorks Pictures.

## Argumento
Spirit (Matt Damon) es un joven caballo salvaje mustang que vive en el viejo oeste a finales del siglo XIX. Una noche, Spirit descubre un campamento de cuatreros en el que, curioso, se interna. Sin embargo, los cowboys se despiertan y lo persiguen con la intención de atraparlo. El corcel consigue alejarlos de su manada, pero finalmente es capturado y vendido a un regimiento de la caballería estadounidense. Allí, Spirit conoce al severo Coronel (James Cromwell) del ejército, y al joven lakota Little Creek (Daniel Studi), quien se encuentra arrestado. Cuando el coronel trata de domar a Spirit (después de los intentos fallidos de sus soldados), este lo derriba y el corcel y Little Creek huyen del fuerte junto a otros caballos. 
Little Creek y su yegua Lluvia llevan a Spirit hasta el poblado lakota. El muchacho también intenta montar a Spirit, pero este se niega, por lo que Little Creek lo pone al cuidado de Lluvia para que ella "le enseñe a comportarse". Con el paso de los días, Spirit pierde la desconfianza hacia los humanos y se enamora de Lluvia, lo que le provoca dudas entre su deseo de ser libre y el de estar al lado de la yegua. Un día, el regimiento de caballería, al mando del Coronel, ataca el poblado lakota. Durante los enfrentamientos, el coronel dispara a Lluvia y ésta y Little Creek caen al río. Spirit, después de salvar al indio del Coronel, se lanza al agua tras Lluvia. Pero una vez que la alcanza, ambos caen por una cascada. Al salir a la superficie, Spirit descubre a Lluvia malherida en la orilla. El caballo se queda junto a ella hasta que aparecen unos jinetes, que se llevan a Spirit a rastras, dejando a Lluvia a su suerte.
Spirit es vendido a los hombres que trabajan construyendo el ferrocarril. En el vagón, el corcel, consolado por los recuerdos de su familia y por unos caballos del poblado, decide luchar por su libertad. Cuando el tren se detiene, Spirit y varios caballos más son enganchados a una locomotora para subirla por una pendiente. Una vez llegan a la cima, el corcel observa con horror que los humanos pretenden atravesar su tierra natal con la vía del ferrocarril. Para evitarlo, se desploma en el suelo y los peones, creyéndolo muerto, lo apartan a un lado. Spirit aprovecha el momento para zafarse y libera a los demás caballos, lo que provoca el descarrilamiento de la locomotora monte abajo. Spirit escapa como puede de la máquina, la cual destruye parte de la estación ferroviaria y provoca un gran incendio. Spirit huye del fuego bosque adentro, pero queda atrapado en un tronco caído por culpa de una cadena que lleva al cuello. En ese momento aparece Little Creek, que lo libera, y ambos corren hacia el río. 
Al día siguiente, Spirit y Little Creek juegan en el agua y se hacen amigos. Sin embargo, pronto aparecen el coronel y sus hombres, y Spirit permite al lakota subirse a su lomo para huir. Caballo y jinete son perseguidos por el regimiento a través de un cañón hasta llegar a un enorme precipicio. Spirit, que se niega volver a caer en manos de los humanos, decide saltar con Little Creek, y ambos consiguen caer al otro lado sanos y salvos. Entonces el coronel decide dejarlos en paz y ambos recobran su libertad.
Cuando Spirit y Little Creek llegan al poblado indio, el joven llama a Lluvia, a la que había encontrado y curado. Ambos caballos se reúnen llenos de alegría y Little Creek decide liberar a Lluvia. Después de bautizar a Spirit "espíritu que nadie pudo doblegar"
Spirit y Lluvia se reúnen con la manada y viven por fin en libertad como jefes de la manada.

## Estreno
Fue estrenada el 19 de mayo de 2002 en salas de cine manteniéndose 2 meses en cartelera siendo éxito de taquilla. Luego fue lanzada en VHS y en DVD el 19 de noviembre de 2002 y relanzada en DVD el 18 de mayo de 2010.  La película fue lanzada en Blu-ray en España y Alemania el 3 de abril de 2014 y en Australia el 4 de abril. La película se lanzó en Blu-ray en los Estados Unidos  y Canadá el 13 de mayo de 2014.

## Banda sonora
Los temas instrumentales de la banda sonora están compuestos por Hans Zimmer, el conocido compositor y ganador de dos premios Oscar por El Rey León (1995) y Dune (2002), quien contó con la colaboración de Bryan Adams para la composición y la interpretación de los temas vocales.
Las versiones en español de los temas del disco fueron cantadas por Erik Rubín en Hispanoamérica y Raúl en España. La versión brasileña de la banda sonora de la película fue interpretada en portugués por Paulo Ricardo.

### Listado de temas
- Bryan Adams - I Will Always Return (End Title)
- Bryan Adams y Hans Zimmer - Here I Am
- Bryan Adams - You Can't Take Me
- Bryan Adams - Get Off My Back
- Bryan Adams - Sound The Bugle
- Bryan Adams - I Will Always Return
- Bryan Adams (con Sarah McLachlan) - Don't Let Go
- Bryan Adams - Brothers Under The Sun
- Bryan Adams - Fly Like An Eagle
- Bryan Adams - The Long Road Back
- Bryan Adams - Where Do I Go From Here
- Bryan Adams - Here I Am (Main Title)
- Bryan Adams - Nothing I've Ever Known

- Hans Zimmer - Rain
- Hans Zimmer - Investigating
- Hans Zimmer - The Chase
- Hans Zimmer - Young Hearts
- Hans Zimmer - Swimming
- Hans Zimmer - Iron Horse Camp [Pulling]
- Hans Zimmer - Triumph Over The Colonel
- Hans Zimmer - Train Escape
- Hans Zimmer - Canyon Chase
- Hans Zimmer - Reunion
- Hans Zimmer - Young Hearts
- Hans Zimmer - Run Free
- Hans Zimmer - Homeland

Doblaje al español para Hispanoamérica
- Erik Rubin - Suena el clarín
- Erik Rubin - No me rendiré
- Erik Rubin - Aquí estoy
- Erik Rubin - Siempre regresaré
- Erik Rubin - Déjame en paz
- Erik Rubin - Hermanos bajo el sol

Doblaje al español para España
- Raúl Fuentes - Es otro mundo
- Raúl Fuentes - No voy a rendirme
- Raúl Fuentes - Dejadme en paz
- Raúl Fuentes - Toca ya el clarín
- Raúl Fuentes - Veloz como el río

## Premios
- 2002
  - Annie
    - Diseño de personajes Sobresaliente en una Película de animación Producción
    - Efectos pendientes de Animación
    - Diseño de Producción Sobresaliente en una Película de animación Producción
    - Historia Sobresaliente en una Película de animación Producción

  - ASCAP - Éxito de Taquilla
  - Bronze Wrangler - Cinemática
  - Genesis - Largometraje
  - Young Artist - Mejor Película Familiar Cine de Animación

Además obtuvo varias nominaciones para otros premios entre los que destaca el Globo de oro a la Mejor banda sonora y una candidatura al Oscar 2002 a la Mejor película de animación, que fue ganada por la película "El viaje de Chihiro" dirigida por el japonés Hayao Miyazaki.

## Doblaje
| Personaje                                       | Hispanoamérica                       | España                 |
| ----------------------------------------------- | ------------------------------------ | ---------------------- |
| Spirit/Narrador                                 | Arturo Mercado Jr.                   | Roger Pera             |
| Coronel                                         | Gerardo Reyero Muñoz                 | Jordi Boixaderas       |
| Little Creek (Pequeño Arroyo en Hispanoamérica) | José Gilberto Vilchis Barrero        | Óscar Muñoz            |
| Sargento Adams                                  | Arturo Mercado Chacón                | Pep Ribas              |
| Murphy                                          | José Francisco Colmenero Villanueva  | José Antequera         |
| Bill                                            | Roberto Alejandro Mendiola Fernández | Jordi Ribes            |
| Joe                                             | César Soto Terranova                 | Jaume Villanueva       |
| Pete                                            | Erick Salinas                        | Claudio Domingo        |
| Jake                                            | Daniel Abundis Canales               | Enrique Serra Frediani |
| Roy                                             | Jorge García Negrette                | Paco Gázquez           |
| Niña lakota                                     | Gaby Ugarte                          | Kaori Mutsuda          |
| Cantante                                        | Erik Rubín                           | Raúl                   |